# Park Krajobrazowy Puszczy Rominckiej
Park Krajobrazowy Puszczy Rominckiej – utworzony 14 stycznia 1998 r. leży w wysuniętym najbardziej na północny wschód krańcu woj. warmińsko-mazurskiego, w części obszaru gmin Gołdap i Dubeninki. Obszar parku wynosi 146,20 km², a jego otuliny 79,42 km².
Teren jest w 80% zalesiony, miejscami przypominający tajgę. Park przecinają doliny rzek Błędzianki, Bludzi i Czerwonej Strugi. Północna granica parku pokrywa się z granicą polsko–rosyjską. Wschodnia i południowa granica parku biegnie nasypem niemieckiej linii kolejowej z początku XX wieku z Gołdapi przez Golubie, Żytkiejmy do Gąbina. W Stańczykach przez dolinę rzeki Błędzianki przerzucono dwa mosty o wys. 36,5 m.

## Rzeźba terenu
Rzeźba terenu Parku ukształtowana została przez ostatnie zlodowacenie bałtyckie fazy pomorskiej i jest wyjątkowo urozmaicona. Wzgórza morenowe, w większości porośnięte lasami Puszczy Rominckiej, osiągają w Parku wysokość do 280 m n.p.m., deniwelacje sięgają natomiast ponad 140 m. Wśród wzgórz znajdują się głębokie niecki i rynny, w których są położone torfowiska, jeziora i rzeki.Wyjątkowe walory krajobrazowe i geomorfologiczne ma przecinająca Puszczę przełomowa dolina Błędzianki. Strome, pocięte wąwozami zbocza doliny, o wysokości kilkudziesięciu metrów, mają nachylenie dochodzące do 60°, a w przebiegu doliny występują liczne kotliny i kotły wytopiskowe. Park położony jest w dorzeczu Pregoły. Największą rzeką jest przecinająca Puszczę Romincką Błędzianka. Na obrzeżach Puszczy znajduje się także kilka większych jezior, położonych w głębokich rynnach. Największe z nich to przecięte granicą państwową jezioro Gołdap (234 ha) oraz położone w otulinie Parku jeziora: Czarne (173 ha), Przerośl (71 ha) i Pobłędzie (50 ha).

## Roślinność
Surowe warunki klimatyczne powodują, że szata roślinna Parku jest specyficzna i zawiera wiele osobliwości. Najbardziej charakterystycznym dla Puszczy zbiorowiskiem jest typowy dla tajgi borealny las świerkowy, mroczny, wilgotny, z grubym dywanem mchów. Na pagórkach i zboczach rosną lasy liściaste z lipą, klonem, grabem i wiązem w drzewostanie, natomiast na piaszczystych wzniesieniach rośnie leszczynowo-świerkowy las mieszany. W zatorfionych dolinach strumieni występują łęgi jesionowo-olszowe z chronionym pióropusznikiem strusim, a zagłębienia pojeziorne zajmują bogate gatunkowo torfowiska porośnięte m.in. rzadkimi i chronionymi roślinami. Na terenie Parku występują:
- szczwoligorz pochwiasty Conioselinum tataricum
- bagnica torfowa Scheuchzeria palustris
- przygiełka biała Rhynchospora alba
- żurawina drobnolistkowa
- bażyna czarna Empetrum nigrum
- listera sercowata Listera cordata
- tajęża jednostronna Goodyera repens
- malina moroszka Rubus chamaemorus
- turzyca strunowa
- wielosił błękitny Polemonium coeruleum
- kopytnik pospolity
- centuria pospolita Centaurium erythraea
- pióropusznik strusi Matteuccia struthiopteris
- lilia złotogłów
- dzwonek skupiony Campanula glomerata

## Zwierzęta
Ssaki:
- bóbr europejski
- łosie
- jelenie
- sarny
- dziki
- wilki
- rysie
- wydry
- lisy
- jenoty

Ptaki:
- dzięcioł zielonosiwy
- dzięcioł białogrzbiety
- orlik krzykliwy
- trzmielojad
- rybołów
- żuraw
- bocian czarny
- kania czarna
- sowa uszata
- włochatka
- wąsatka

## Rezerwaty przyrody
Szczególnie cenne fragmenty Parku objęto ochroną w sześciu rezerwatach przyrody:
- Żytkiejmska Struga (467,07 ha) chroni bagnistą dolinę leśnego strumienia ze stanowiskami rzadkich gatunków fauny i flory.
- Czarnówko (32,15 ha) chroni borealną świerczynę bagienną, bór sosnowy bagienny oraz torfowisko wysokie z rzadkimi i zagrożonymi gatunkami roślin.
- Mechacz Wielki (146,72 ha) tu chroniony jest bór bagienny na torfowisku wysokim ze stanowiskami wielu gatunków borealnych.
- Boczki (108,83 ha) ustanowiono w celu ochrony dobrze zachowanych różnych typów ekosystemów leśnych: grądów, borów bagiennych i borów świerkowych.
- Dziki Kąt (34,10 ha) chroni bór sosnowo-świerkowy o charakterze borealnym.
- Czerwona Struga (3,59 ha) tu ochroną objęto stanowisko pióropusznika strusiego w łęgu olszowym.

W otulinie Parku znajduje się jeden rezerwat:
- Uroczysko Kramnik (75,96 ha) został utworzony w celu ochrony i zachowania stanowisk rzadkich i reliktowych gatunków roślin, m.in. maliny moroszki.

## Fakty historyczne
Puszcza Romincka od dawna podlegała swego rodzaju ochronie, gdyż była obszarem łowieckim władców tych ziem. Od XV wieku była obszarem należącym do wielkich mistrzów krzyżackich, potem książąt i królów pruskich. Z czasów polowań cesarza niemieckiego Wilhelma II pozostało tu kilkanaście (w polskiej części puszczy 8) kamieni upamiętniających jego sukcesy łowieckie. W 1892 roku w puszczy przebywał Julian Fałat, który był nadwornym malarzem Wilhelma II. W 1937 roku Zarząd Lasów Rzeszy uznał Puszczę Romincką za rezerwat łowiecki.
Na terenie Parku i w jego okolicach przetrwało wiele zabytków kultury: kościoły, stare dwory w otoczeniu zabytkowych parków, kamienice i dawne układy urbanistyczne. Najbardziej oryginalnymi i wartymi obejrzenia są jednak wysokie podwójne wiadukty kolejowe, przypominające rzymskie akwedukty. Wyróżniają się one piękną sylwetką oraz znaczną wysokością (36 m) i stanowią wielką lokalną atrakcję turystyczną.

## Dane teleadresowe
Żytkiejmy, ul. Szkolna 1

19-504 Dubeninki